# Theodor Aman

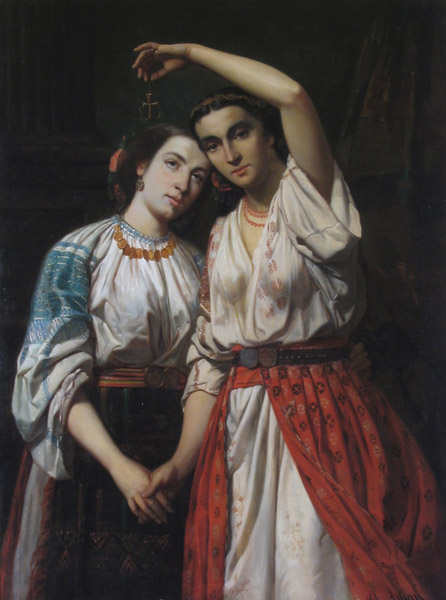
La unió dels principats

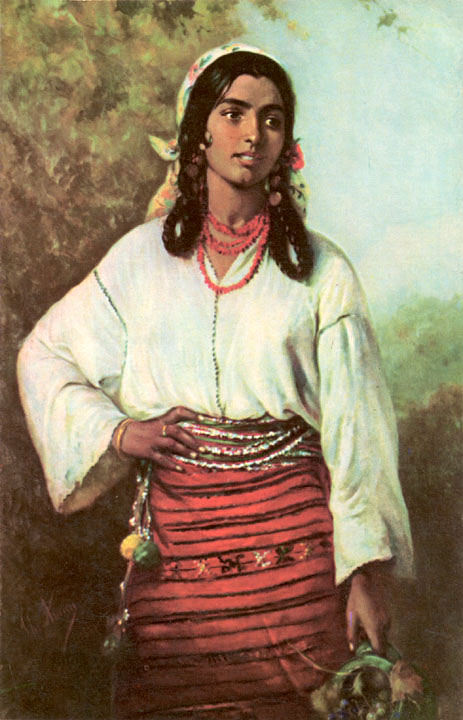
Noia gitana (1884)

Theodor Aman - (n. 20 de març de 1831, Câmpulung-Muscel - d. 19 d'agost 1891, Bucarest), pintor i grafista, pedagog, academista romanès, fundador de les primeres escoles romaneses de belles arts tant a Iaşi com a Bucarest.
- Estudià a Bucarest, i més tard a París.
- Fou professor i fundador de l'Escola Nacional de Belles Arts de Bucarest.
- Es dedicà a la pintura, influenciat pels mestres renaixentistes italians.
- Tornà a la seva terra natal, on s'inspirà en la vida a la muntanya, creant moltes tel·les amb paisatges de Câmpulung i rodalia.
- El seu nom forma part de la història de les arts romaneses i no pas tan sols a causa del valor de la seva obra artística, sinó també a causa de la seva contribució a la fundació de les primeres escoles de Belles Arts, a Bucarest i a Iaşi (1864).
- Després de rebre classes de dibuix amb el pintor Constantin Lecca al Col·legi Nacional Carol I de Craiova, el 1850 se n'anà cap a París, on estudià pintura amb Michel Martin Drolling, i més tard, el 1851, amb François Édouard Picot. Començà a pintar en aquella època un conjunt de composicions històriques, un dels seus gèneres preferits en el qual destacaria, i creà, també en aquella època, l'escola (L'última nit de Mihai Viteazul, 1852; La batalla d'Oteniţa, 1854; La batalla d'Alma, 1855; La Unió dels Principats, 1857; La batalla dels romanesos amb els turcs a l'illa de Sf. Gheorghe, 1859; El Comte Dràcula i els ambaixadors turcs, 1861-1864; Els nobles corpresos pel banquet del Comte Dràcula, 1885-1887, etc.).
- El prestigi del qual s'enorgullí Aman augmentà de nou quan aconseguí el càrrec de director de les Escoles Nacionals de Belles Arts, després de la fundació d'aquestes institucions, el 1863. A la seva pintura destaca el rigor academicista, els símbols d'evocació històrica hi aporten certa frescor, s'hi valoren les situacions de l'artista en l'actualitat. La novetat de les seves tel·les també manté, per tant, moltes de les respostes temàtiques a la preocupació social i política del període de naixement de l'estat nacional romanès.